# Ypecolsga
Ypecolsga (Fries: Ypekolsgea) is een buurtschap annex gehucht in de gemeente Súdwest-Fryslân, in de Nederlandse provincie Friesland. Ypecolsga ligt tussen Woudsend en Balk aan de N928. Ten zuiden van Ypecolsga ligt het Slotermeer. 
Ypecolsga heeft een eigen postcode, maar wordt niet als dorp gezien. In 2023 telde de plaats 45 inwoners. In het verleden werd de plaats ook wel geschreven als IJpecolsga.

## Geschiedenis
Ypecolsga is ontstaan in de middeleeuwen in de buurt van het dorp Woudsend. Over de jaren groeide de plaats nauwelijks en bleef Ypecolsga een plaats met een open karakter.
De plaats had vroeger een kerk, wat blijkt uit een vermelding uit 1132: Ipekeldekerke, later werd dit Ypekaldege. In 1439 werd de plaats vermeld als Ypcoldega, in 1505 als Ypkolgae, in 1521 als IJpkolde gae en in 1664 en 1718 als Epecolsga. Mogelijk duidt de plaatsnaam op een op een hoogte (kol) bewoond door de persoon Ipe.
Tot 2011 behoorde Ypecolsga tot de voormalige gemeente Wymbritseradeel.

## Klokkenstoel
De kerk van Ypecolsga werd in de 18e eeuw afgebroken. Daarvoor in de plaats kwam er een klokkenstoel op de begraafplaats. De huidige klokkenstoel dateert echter van 1956 omdat de oude vervallen was geraakt.

## Oorlogsmonument
In een weiland aan de N928 bij Ypecolsga staat een oorlogsmonument ter herinnering aan de Engelse piloten die tijdens de Tweede Wereldoorlog in 1942 sneuvelden, toen hun Avro Lancaster neergeschoten werd en aan een in 1945 gesneuvelde bewoner uit Woudsend, die omkwam bij de Wellebrug.
Op de begraafplaats bevindt zich een erehof voor de piloten.

## Straatnaam
Een opvallend feit over het dorp is dat het geen straatnamen heeft, de huizen hebben als adres Nummer en dan het huisnummer.

## Geboren in Ypecolsga
- Michiel Hylkes Tromp (1824-1915), burgemeester

## Openbaar vervoer
Bus (Qbuzz):
- Lijn 44: Sneek - Jutrijp - Hommerts - Woudsend - Ypecolsga - Harich - Balk - Sondel - Oudemirdum - Bakhuizen - Hemelum - Koudum - Workum - Bolsward
- Lijn 45: Sneek - Jutrijp - Hommerts - Woudsend - Ypecolsga - Elahuizen - Oudega - Kolderwolde - Hemelum